# Плут (телесеріал)
«Плут» (рос. Плут) — 16-серійний кримінальний детектив українського виробництва про колишнього злочинця на прізвисько «Плут», який провертає зухвалу авантюру та влаштовується до поліції під іменем свого загиблого друга. Автори сценарію – Ігор Швецов та Дмитро Лисенко. Режисер — Валерій Ібрагімов. У головних ролях зіграли Андрій Клименков, Дмитро Паламарчук, Максим Даньшин, Світлана Гордієнко, Данило Мірешкін, Маріанна Дружинець, Сергій Дзялик, Олена Турбал. Виробництво продакшен-студії «Sfera Film» на замовлення каналу «2+2» у партнерстві з медіасервісом «Megogo». Оригінальна мова серіалу — російська, дубльований українською.
Прем'єрний показ першого сезону відбувся на платформі «Megogo» з 15 серпня, на телеканалі «2+2» — 16 серпня 2021 року.
За результатами глядацького успіху, серіал було продовжено на другий сезон, 16 серій якого вийшли в ефір від 28 листопада 2023 року.

## Опис серіалу

### Перший сезон (2021)
Після 8 років у тюрмі, Олександр Плутський на призвисько «Плут» (Андрій Клименков), вийшов на волю. Його колишні спільники — бандити кримінального авторитету «Рибака» (Заза Чантурія), намагаються змусити «Плута» видати схованку з діамантами, які той сховав до ув'язнення. Шахрай шукає підтримку у друзів дитинства — Олени (Маріанна Дружинець), дружини загиблого друга, та Андрія (Дмитро Паламарчук), який тепер працює начальником РОВД. Із новими документами на ім'я свого загиблого друга, «Плут» починає працювати у поліції, паралельно намагається дістатися до схованки з діамантами.

### Другий сезон (2023)
Маючи ризик бути викритим у поліції, «Плут» приймає рішення «залягти на дно». Проте, несподівано він отримує шанс вкотре розпочати життя з чистого аркуша — тіньовий бізнесмен Кузін запрошує «Плута» до Лондона — за великими грошами та новими можливостями. На заваді стає повномасштабна війна. «Плут» залишається в Україні, щоб допомогти коханій Олені вибратися з окупованої території. Прагнення порятунку близької людини зному вимагають грати не за правилами й випробовувати долю.

## У ролях

### У головних ролях
- Андрій Клименков — Олександр Плутський («Плут»), «оперативник Станіслав Бойко»[6]
- Дмитро Паламарчук — Андрій, керівник оперативної частини столичного відділу поліції
- Максим Даньшин — Вадим
- Світлана Гордієнко — Маша, оперативниця
- Данило Мірешкін — Валерій
- Маріанна Дружинець — Олена
- Сергій Дзялик — «Молот»
- Олена Турбал — Ольга
- Даниїл Сушко — підліток Стас
- Владислав Демиденко — підліток Плут
- Філіп Козлов — підліток Андрій
- Мілана Бекова — підліток Олена

### У ролях
- Олексій Агєєв — командир спецназу
- Михайло Аугуст — Спаяло
- Володимир Барабанов — начальник СБ Кузіна
- Антон Башловка — забудовник
- В'ячеслав Бєлозоров — Костя
- Ілона Бойко — Ірина Піщенко
- Валерія Бойцова — дизайнер
- Ірина Бондаренко — вдова Кутєпова
- Вероніка Братусіна — дівчина-скрипалька
- Володимир Бугай — Ніксон
- Ніна Галена — сусідка Барбуха
- Олександр Ганноченко — Кузін
- Олена Голуб — Аліна
- Леонід Гончар — Саєнко
- Владислав Гончаров — Єгор («Малиш»)
- Антон Грабовський — Афоня
- Юрій Громовий — Гусь
- Ярослав Гуревич — Захарія
- Олександр Данильченко — вахтер
- Олег Драч — Кілівін, батько Ніни
- Вадим Діаз — «Муха»
- Юлія Єфименко — Яна
- Георгій Жуков — адвокат Молотова
- Павло Зайцев — Злобний
- Леонід Захарченко — Петров
- Олександр Зіневич — Бровко
- Ярослав Ігнатенко — «Борзий»
- Юрій Карабак — «Похмурий»
- Ірада Керімова — Ірина
- Микола Кий — хірург
- Сергій Кисіль — Артур
- Світлана Кірпічова — Оксана Бобрикова
- Руслан Коваль — Вісник
- Олексій Комаровський — наречений Саня
- Віктор Кошель — батько Данили
- Діана Кузьмінова — Тамара
- Станіслав Лісний — Косий
- Георгій Лещенко — Яків
- Дмитро Меленевський — охоронець Молота
- Володимир Мельник — начальник РВС
- Тамара Морозова — мати нареченої
- Павло Москаль — Майкл
- Юлія Мухригіна — Світлана
- Артем Мяус — Стас
- Євген Олійник — Воскресенський
- Катарина Оліферовська — Людка, диспетчер
- Олександр Онуфрієв — Борис
- Дмитро Оскін — експерт-криміналіст
- Олександр Павлик — «Шут»
- Валерій Пасічник — «Лєший»
- Ігор Пісний — Винниченко
- Георгій Поволоцький — Чайка
- Олександра Польгуй — Ніна Кілівна
- Анатолій Приймак — Степан Кищенко («Черкес»)
- Радислав Пономаренко — черговий РВС
- Юрій Пухляк — «Карась»
- Дмитро Рудий — «Солдат»
- Руслан Сєфєров — «Порох»
- Яніна Силенко — Христина
- Євген Сінчуков — Кірієнко
- Роман Федосєєв — Бобриков
- Рінат Хайруллін — «Монгол»
- Заза Чантурія — «Рибак»
- Михайло Шамігулов — Гончар
- Всеволод Шекіта — слідчий
- Вячеслав Шеховцов — інструктор
- Станіслав Щокін — помічник Кузіна

## Знімальна група
- Автори сценарію:
  - Ігор Швецов
  - Дмитро Лисенко
- Режисер-постановник — Валерій Ібрагімов
- Оператор-постановник — Андрій Поливаний-Бухтіяров
- Другий оператор — Антон Торчинський
- Кастинг директор — Ірина Султанова
- Кастинг менеджер — Валерія Бойцова
- Асистент режисера по акторах — Ірина Петрик
- Асистент по акторах масових сцен — Євгенія Пилипець
- Другий режисер по плануванню — Наталія Ноєнко
- Другий режисер на майданчику — Костянтин Петрик
- Асистент режисера — Уляна Снітко
- Скріпт-супервайзер — Катерина Дягель
- Редактор — Нікола Пазенко
- Художник-постановник — Віктор Кулешов
- Асистент режисера по реквізиту — Надія Соонд
- Постановник — Юрій Шоломицький
- Художники по костюмах — Владлена Чеченіна
- Асистент художника по костюмах — Ірина Глазова
- Костюмер — Сандра Чеченіна
- Художники по гриму — Інга Цасюк
- Асистент художники по гриму — Анна Сущенко
- Гример — Аліна Голуб
- Керівник звукового департаменту — Іван Александров
- Звукооператор — Михайло Люлєєв
- Бум-оператор — Олександр Ліберман
- Звукорежисери:
  - Андрій Рудий
  - Сергій Савілов
- Музичний редактор — Андрій Рудий
- Фокуспуллер — Володимир Безсмертний
- Інженери камер:
  - Володимир Безсмертний
  - Ярослав Байдалюк
- Інженер плейбека — Роман Романов
- Бригада освітлювачів:
  - Михайло Єгорченков
  - Юрій Лисий
  - Валерій Міщенко
  - Сергій Кирилов
- Продюсер постпродакшна — Ольга Ботова
- Відеоінженер постпродакшна — Денис Овсянніков
- Інженер монтажу — Олександра Фурзікова
- Режисер монтажу:
  - Ольга Ковальчук
  - Сергій Тузюк
- Колорист — Павло Нечипоренко
- Постановка трюків — Дмитро Рудий
- Піротехник — Олег Швець
- Лінійний продюсер — Іраклій Пазенко
- Виконавчий продюсер — Роман Омельчук
- Продюсери:
  - Сергій Кизима[7]
  - Олеся Пазенко
  - Оксана Янко-Коваленко
  - Дмитро Сафановський
  - Вадим Червяков

## Виробництво

### Перший сезон (2021)
Серіал запустили у спільному виробництві телеканалу «2+2» та «Megogo» — проєкт став другою спільною роботою компаній. Зйомки відбувалися у квітні 2021 року.
Каскадерські тренування проводив Дмитро Рудий, який брав участь у виробництві фільму «300 спартанців». Проте, траплялися й позаштатні ситуації — в сцені бійки на ножах «Плута» (Андрій Клименков) із Петровим (Леонід Захарченко), під час одного з дублів Андрій впав Леоніда під час виконання прийому, в результаті чого обидва отримали ушкодження — азотом заморожували руку Захарченку та спину Клименкову.
Зйомки проходили протягом трьох місяців у Києві та області на понад 100 локаціях, серед яких: вже недіюче СІЗО, покинуті заводи, морг, клуб, лікарні, приватні будинки та садиби.
Команда зіштовхнулася з певними пошуками щодо мовної адаптації, зокрема лайки «Плута»: «у нас була справжня гладіаторська бійня, в хорошому сенсі. На деякі репліки я просто казав: „Плут так не говорить“. Це не він, це не той настрій. Ну ніколи він не скаже слово „дідько“!». І тоді ми рухалися в бік органічності характеру і його поведінки" — згадував актор Андрій Клименков.

### Другий сезон (2023)
Через глядаціький успіх першого сезону, серіал отримав продовження на другий. Ситуацію ускладнював рецидив зі спиною у виконавця головної ролі Андрія Клименкова, який стався влітку 2022-го, й потім проходив піврічну реабілітацію у Центрі Єрьоміна. Сценарист Ігор Швецов враховував стан актора під час написання другого сезона, а вже за місяць до зйомок актор із Андрієм Безверхнім почали готувати хореографію, адаптувати її стан Клименкова. Як результат — рухливий «джекічанівський» стиль бійки «Плута» взярця першого сезону трансформувався у швидкі й потужні удари в другому.
Підготовка відбувалася під час повномасштабної війни Росії проти України, прямим наслідком стала відсутність у серіалі російських акторів та режисерів, натомість й працювати доводилось в умовах воєнного часу. Прикладом, самопроби на роль Вероніка Мішаєва-Яковлєва записувала в Харкові у паузі між бомбардуваннями, а для Світлани Гордієнко серіал став першою роботою з початку великої війни.
Зйомки відбувалися у липні 2023-го. До акторської команди долучилися Вероніка Мішаєва-Яковлєва, Роман Соболевський, Юрій Вихованець, Володимир Шпудейко, Володимир Абазопуло, Анатолій Гнатюк та інші. За тиждень до початку зйомок другого сезону, 7 липня у виконавця головної ролі Андрія Клименкова народився син Даниїл.
Продюсерка серіалу Олеся Пазенко дозволила зробити адаптацію української вимови «Плута» так, як то відчував актор Андрій Клименков, задля досягнення її органічності, який має кримінальне минуле.